# Guadalajara 125 Open 2024 - Doppio
Il doppio femminile del torneo di tennis professionistico Guadalajara 125 Open 2024, facente parte della categoria WTA 125 nell'ambito del WTA 125 2024, si gioca dal 2 all'8 settembre 2024 a Guadalajara, in Messico.
In finale Katarzyna Piter e Fanny Stollár hanno sconfitto Angelica Moratelli e Sabrina Santamaria con il punteggio di 6-4, 7-5.
Kaitlyn Christian e Lidzija Marozava erano le campionesse in carica dell'ultima edizione disputata nel 2022, ma hanno scelto di non partecipare a questa edizione del torneo.

## Teste di serie
1. Angelica Moratelli /  Sabrina Santamaria (finale)

1. Katarzyna Piter /  Fanny Stollár (Campionesse)

## Wildcard
1. Ana Karen Guadiana Campos /  María Fernanda Navarro Oliva (quarti di finale)

## Alternate
1. Kimberly Birrell /  Alex Eala (quarti di finale)

## Tabellone

### Legenda
| - Q = Qualificato - WC = Wild card - LL = Lucky loser | - ALT = Alternate - SE = Special Exempt - PR = Protected Ranking | - w/o = Walkover - r = Ritirato - d = Squalificato |

|  | Quarti di finale | Quarti di finale                    | Quarti di finale                    | Quarti di finale | Quarti di finale |  |  | Semifinali | Semifinali               | Semifinali        | Semifinali                    | Semifinali                    |   |   | Finale | Finale                                | Finale                                | Finale | Finale |  |
|  |                  |                                     |                                     |                  |                  |  |  |            |                          |                   |                               |                               |   |   |        |                                       |                                       |        |        |  |
|  | 1                | A Moratelli S Santamaria            | 6                                   | 6                | [11]             |  |  |            |                          |                   |                               |                               |   |   |        |                                       |                                       |        |        |  |
|  |                  | V Strachova R Zarazúa               | 3                                   | 7                | [9]              |  |  | 1          | A Moratelli S Santamaria | 4                 | 6                             | [10]                          |   |   |        |                                       |                                       |        |        |  |
|  |                  | M Joint T Preston                   | M Joint T Preston                   | 7                | 6                |  |  |            | M Joint T Preston        | 6                 | 4                             | [4]                           |   |   |        |                                       |                                       |        |        |  |
|  |                  | S Murray Sharan E Silva             | S Murray Sharan E Silva             | 5                | 3                |  |  |            |                          |                   |                               |                               |   |   | 1      | Angelica Moratelli Sabrina Santamaria | Angelica Moratelli Sabrina Santamaria | 4      | 5      |  |
|  | WC               | AK Guadiana Campos MF Navarro Oliva | AK Guadiana Campos MF Navarro Oliva | 4                | 1                |  |  |            |                          | 2                 | Katarzyna Piter Fanny Stollár | Katarzyna Piter Fanny Stollár | 6 | 7 |        |                                       |                                       |        |        |  |
|  |                  | E Bektas A Krunić                   | E Bektas A Krunić                   | 6                | 6                |  |  |            | E Bektas A Krunić        | E Bektas A Krunić | E Bektas A Krunić             |                               |   |   |        |                                       |                                       |        |        |  |
|  | Alt              | K Birrell A Eala                    | K Birrell A Eala                    | 4                | 4                |  |  | 2          | K Piter F Stollár        | K Piter F Stollár | K Piter F Stollár             | w/o                           |   |   |        |                                       |                                       |        |        |  |
|  | 2                | K Piter F Stollár                   | K Piter F Stollár                   | 6                | 6                |  |  |            |                          |                   |                               |                               |   |   |        |                                       |                                       |        |        |  |